# Відбиття (фізика)

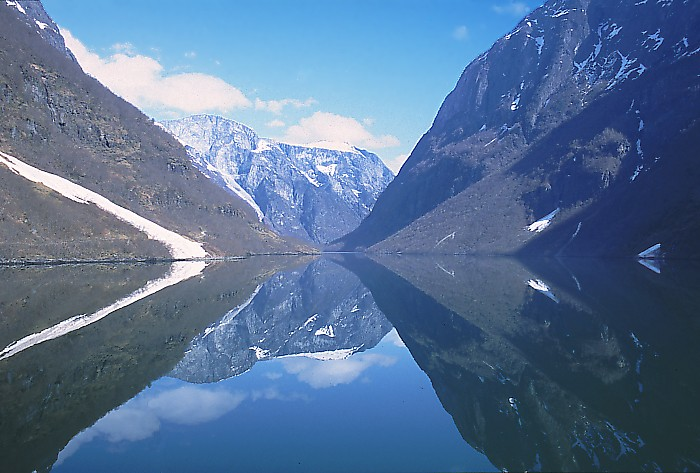
Відбиття у воді

Відбиття́м називається повернення випромінювання об'єктом без зміни довжини його хвилі.
Відбиття може бути направленим (дзеркальним), направлено розсіяним і рівномірно розсіяним (рівномірно дифузним).
Коефіцієнт відбиття ϕ (фі) дорівнює відношенню потоку випромінювання, що відбивається поверхнею, до потоку випромінювання, що падає на поверхню. Для розрахунку коефіцієнта відбиття у разі дзеркального відбиття використовують формули Френеля.
Коефіцієнт відбиття світла матеріалом залежить від частоти. Завдяки цьому явищу людина бачить колір поверхонь. Крім того коефіцієнт відбиття залежить від поляризації світла. Неполяризовне світло після відбиття від поверхні завжди частково поляризоване.

## Коефіцієнти відбиття деяких матеріалів
Коефіцієнт відбиття деяких матеріалів наведені
в таблиці:
| Матеріал      | Значення |
| ------------- | -------- |
| Скло          | 6..8%    |
| Штукатурка    | 70..80%  |
| Цегла         | 10..15%  |
| Бетон         | 20..30%  |
| Світле дерево | 30..60%  |
| Темне дерево  | 10..15%  |